# Under den gamle fane
Under den gamle Fane er en spillefilm fra 1932 instrueret af Olaf Fønss efter manuskript af Richard Lund.
Filmen havde premiere 12. oktober 1932 i Folkets Hus. Filmprogrammet indeholder en indmeldelsesblanket til Socialdemokratiet.

## Handling
Dramatisering af tiden omkring de første danske socialdemokrater og slaget på Fælleden. I filmprogrammet kaldes filmen en "social storfilm" produceret for AOF.

## Medvirkende
- Gerda Madsen
- Peter Nielsen
- Randi Michelsen
- Aage Fønss
- William Bewer
- Svend Bille
- Karen Lykkehus
- Anna Henriques-Nielsen
- Sigurd Langberg
- Olaf Fønss